# Nguyễn Huy Hoàng
Nguyễn Huy Hoàng (Nghệ An, 4 gennaio 1981) è un ex calciatore vietnamita, di ruolo difensore.

## Caratteristiche tecniche
È un difensore centrale.

## Carriera

### Club
Comincia a giocare al SLNA. Nel 2014 viene acquistato dal Cần Thơ.

### Nazionale
Ha giocato con la Nazionale Under-23 fino al 2003. Ha debuttato in Nazionale maggiore nel 2002. Ha partecipato, con la Nazionale, alla Coppa d'Asia 2007. Ha collezionato in totale, con la maglia della Nazionale maggiore, 35 presenze e una rete.